# Boromir
Boromir herceg J. R. R. Tolkien A Gyűrűk Ura című regényének szereplője. II. Denethor gondori helytartó és a Dol Amroth-i Finduilas első fiaként született a harmadkor 2978. évében Minas Tirithben. Testvére Faramir herceg.

## A regényben

### Élete
Fiatalkorától katonának nevelték, később Gondor haderejének egyik parancsnoka volt, Gondor helytartójának örököse. Apja őt favorizálta öccse ellenében, ám ez nem szült viszályt a testvérek között, Boromir inkább öccse védelmezője volt. Közösen védték Gondor keleti határát Szauron seregei ellenében.
Látomásaik hatására apja 3018-ban őt küldte el Völgyzugolyba, hogy hozza el neki az ellenség „titkos fegyverét”, az Egy Gyűrűt. Miután 3019-ben Boromir a Gyűrű Szövetségének tagja lett, hűen szolgálta a Gyűrűhordozót, mígnem hatalmába kerítette a Gyűrű ereje. Egy alkalommal rá is támadt Frodóra, hogy erővel elvegye a gyűrűt, ám a hobbit elmenekült előle. Mikor Amon Hen erdejében egy Uruk-Hai csapat támadt rájuk, Boromir megpróbálta megvédeni Tuk Pippint és Borbak Trufát, ám az orkok legyőzték. Boromir a csata után Aragorn kezei között halt meg, akinek felsőbbségét sokáig vitatta. Holttestét csónakba fektették fegyvereivel és Gondor kürtjével, és leúsztatták a folyón. Később Faramir megtalálta testvére kettéhasadt kürtjét, és (látomásában vagy a valóságban) a holttestét is.

### Neve és címei
Nevének jelentését Tolkien keverékként írja le, ami a sinda bor(on) (kitartó) és a quenya míre (ékszer) szavakból áll. Ám lehetséges hogy gondori szokás szerint történelmi nevet kapott, hiszen A szilmarilokban leírt első korban is élt egy Boromir.
Az A függelék szerint a Fehér Torony Kapitánya címet viselte, Faramir pedig A Fehér Torony Őreként és Kapitány-Generálisként utal rá.

## A filmekben
Boromir a gyűrű szövetségének tagja lett a Völgyzugolyban megtartott tárgyalás után, és végig kísérte Frodót. Amon Hen erdejében megőrült és Frodóra támadt.
Ezek után megküzdött az új fajta uruk-hai sereggel, mikor egy nyíl eltalálta ő nem hátrált folytatta a harcot, az uruk íjász Lurtz szüntelenül lőtte őt nyilakkal, a harmadik találatnál esett össze. Ekkor következett be a gyűrű szövetségének feloszlása.

## Feldolgozásokban
- Ralph Bakshi 1978-as rajzfilmjében és az azt követő rádiójátékban is Michael Graham Cox volt Boromir hangja.
- A Peter Jackson által rendezett filmtrilógiában Sean Bean alakította Boromirt, magyar hangja Sinkovits-Vitay András volt.